# APU Company
APU - Asia Pacific Securities - монгольская компания, производящая напитки, финансовые услуги. Листинг на бирже - APU. Зарегистрирована на монгольской фондовой бирже 25 июня 1992 года. Является открытым акционерным обществом.

## История
Первая монгольская водочная фабрика открылась в 1924 году в Улан-Баторе с 14 сотрудниками после того, как было утверждено постановление «Государственному казначейству предоставляется исключительное право на производство алкогольной продукции». Позже, в 1927 году, при содействии чешских специалистов была запущена первая национальная пивоварня, которая начала производство пива под маркой Borgio.
С началом перехода к рыночной экономике в 1992 году бывшая государственная компания стала первой из многих монгольских промышленных предприятий, которые были  приватизированы и зарегистрированы на Монгольской фондовой бирже. Полная приватизация состоялась в 2001 году, что позволило значительно модернизировать производство и стабильно наращивать производственные мощности. Компания начала выпускать водку премиум-класса и популярные напитки, в том числе пиво, газированные напитки и бутилированную воду.
В 2014 году было создано молочное производство.

## Производственные мощности
Все производственные мощности компании расположены в столице Улан-Баторе:
- Пивоварня (модернизирована в 2003 году)
- Завод по производству водки (модернизирован в 2004 году)
- Завод по производству воды и безалкогольных напитков (модернизирован в 2004 году)
- Завод по производству молока, фруктовых соков и Tetra Pak (открыт в 2006 году)
- Винокурня, принадлежащая подразделению Nature Agro LLC (открыта в 2008 году)
- ООО «АПУ Дайкири» — предприятие по производству молочной продукции (открыто в 2014 году)